# Доля в прибыли
Доля в прибыли (англ. gainsharing; фр. participation aux bénéfices) — система отношений между работодателями и рабочими, при которой последние получают некоторую часть прибыли или прибавочной стоимости.

## Откуда выделяется доля прибыли
Доля в прибыли может быть выделена из предпринимательской прибыли или из прибавочной стоимости. Решение этого вопроса отчасти зависит от теоретических взглядов на происхождение прибыли.

## Мнения «против»

### Вознаграждение за счёт труда предпринимателя
Большинство предприятий[сколько?] ведётся на заемные капиталы и, за уплатой процентов, у капиталиста остается только предпринимательская прибыль. Давать из этого дохода какую бы то ни было долю рабочим было бы несправедливо;[почему?] это значило бы вознаграждать рабочих за счёт труда предпринимателя. С этой точки зрения рабочие вполне справедливо вознаграждаются заработной платой, в особенности при существовании поштучной платы, при которой фабрикант приобретает возможность с наибольшей интенсивностью пользоваться рабочей силой, а работники получают наивысшее вознаграждение сообразно со своим вкладом в производство.

### Другие причины
Имеют ли, далее, рабочие право на долю в прибыли, если они не участвуют в потерях?  Капиталист, при сильнейшей конкуренции, если будет предоставлять рабочим бо́льшие вознаграждения, таким образом, создаст новый плюс в издержки производства.
Надежды на возвышение доходности предприятия вследствие возрастания энергии и аккуратности рабочих, когда они имеют долю в прибыли, весьма проблематичны: для этого требуется высокий уровень финансовый грамотности рабочих
Допущение рабочих к доле в прибыли вовсе не затрагивало вопроса o незанятых рабочих, или о так называемой резервной армии труда.
Оно неприменимо, далее, во всех случаях, где в интересах фабриканта скрывать свой доход, так как выплата договорённой прибыли
могло бы нарушить коммерческую тайну
Оно создает нежелательную зависимость рабочего от данного предприятия, не обеспечивая ему прочного и определенного дохода,из-за прямой зависимости от количества прибыли предприятия. Оно трудно применимо при современной подвижности рабочего населения, так как владельцу придприятия приходится отдавать рабочим ещё бо́льшую долю в прибыли

## Мнения «за»
В целом же, капиталисты, кроме процентов на весь затраченный капитал, выручают ещё некоторую прибавочную стоимость, которая является не только результатом капитала владельца предприятия, но и труда рабочих. Поштучная плата, по мнению сторонников марксизма, далеко не доставляет рабочим справедливого вознаграждения. 

### Справедливость
Сокращение времени фабричного труда было первым шагом в деле охраны рабочих от чрезмерного переутомления, при низкой заработной плате. В начале XX века социальный вопрос во многих странах принял жгучую и острую форму именно потому, что в отношениях между предпринимателями и рабочими не было достаточной справедливости. Государство уже приступило к вмешательству в эти отношения, с целью их морализировать; но оно не в состоянии сделать всего. Социальные реформы входят в жизнь только при участии всех общественных элементов.
Уделяя долю своей прибыли рабочим, предприниматель хотя и умаляет свой доход, но создает более нормальные отношения к рабочим, раздражение которых сменяется искренним желанием успеха самому предприятию и повышением качества труда. В некоторых странах (напр. во Франции) в правительственных сферах с конца XIX века установился благоразумный обычай сдавать казённые подряды таким предпринимателям, которые устраивались с рабочими на более справедливых началах.

### Социальные требования
Капиталистическая экономическая организация все теснее и теснее связывает между собой интересы различных классов. В конце XIX - начале XX веков фабриканты и предприниматели соединялись в союзы или артели для регулирования производства, рабочие соединялись в союзы для определения справедливой нормы заработной платы. Создавались особые учреждения (напр. в Англии — Boards of Conciliation или of Arbitration), задача которых сводилась к установлению этой нормы на основании истинной доходности предприятия. Эта доходность, таким образом, переставала быть тайной для рабочих, хотя бы они и не имели доли в прибыли.

## Реальный опыт

### Парижский предприниматель Леклер
Самая известная и старейшая из них — малярно-мебельное заведение Лекле́ра, впоследствии «Редуали и К°», в Париже. Основатель этого заведения, Леклер, ввёл в 1842 г., несмотря на протесты властей, систему участия рабочих в прибылях. Леклер решил предоставить рабочим весь доход, остающийся за вычетом 5% на затраченный капитал и 6000 франков в качестве предпринимательской прибыли.
В 1869 году Леклер обратил своё дело в товарищество, которое обладало капиталом в 800 000 франков. Половина этих денег принадлежали предпринимателям, половина — рабочему товариществу; резервный фонд в 1890 году был доведён до 200 000 франков.
В состав общества входили только избранные из рабочих, выполнявшие известные обязательства. Этот избранный рабочий персонал (в 1887 году — 137 чел.) обладал весьма важными привилегиями: он избирал директоров и новых членов, исключал рабочих за дурную работу и т. п.
Общество поддерживало своих членов в случаях болезни, несчастий, старости и инвалидности, для чего имелась вспомогательная касса, существование которой было обеспечено даже в случае распада самого дела.
Рабочие, не принадлежавшие к избранным, также получали долю в прибылях, не исключая даже тех, которые нанимались только на время усиленной зимней работы. 75% всей прибыли, падавшей на долю рабочих, разделялись между ними непосредственно, 25% отчислялись в распоряжение вспомогательной кассы. О стачках и беспорядках не было и речи.

### Фамилистер
Столь же удачно действовал так называемый фамилистер Жан-Батиста Годе́на в Гизе и Лакене.

### В сельском хозяйстве
Участие рабочих в доле прибыли возможно и в сельском хозяйстве. Известный немецкий экономист Тюнен ввёл эту систему в своем имении, в вел. герцогстве Мекленбург-Шверинском. Когда чистый доход превышал 18 000 марок, каждый работник получал 1/2% чистого излишка. Деньги эти поступали в сберегательную кассу, и работнику выдавались проценты на сберегаемый им капитал. По достижении 60-летнего возраста сбережённая сумма поступала в распоряжение работника.